# Brontosaurus Chorus
Brontosaurus Chorus fue una banda de indie pop con sede en Londres. El grupo fue formado por la vocalista Jodie Lowther y el bajista Dominic Green en 2006.

## Historia
Green había pasado los años anteriores a la formación de la banda como DJ indie y promotor (para Panic!, Baby Seal y PopArt) mientras tocaba en una variedad de bandas con sede en Londres (Go Rimbaud, Angels Fight The City, Abdoujaparov y Circuits) y como mano contratada a sus amigos Metro Corskol, The Violet Pets.
Lowther y Green construyeron la banda para incluir ocho miembros, incluyendo el co-vocalista y guitarrista Matthew Curtis, los violinistas Shalini Santhakumaran y Steph Fuller, la violonchelista Helen Jackson, el trompetista El Stephenson y el baterista Tom Harrison. Construyendo su reputación en vivo a través de Londres a principios de 2007, Brontosaurus Chorus fue invitado a tocar el Pícnic Eléctrico de Dublín ese verano.
En octubre de 2007, Brontosaurus Chorus lanzó su primer sencillo en el sello PopArt London, un disco de edición limitada dividido con And What Will Be Left Of Them? Brontosaurus Chorus logró grabar tres pistas para su lado del disco. Estos fueron "El mito del amor", "Distortion Pop" y "Kirsten"; este último un homenaje de 38 segundos a Kirsten Dunst). El sencillo se agotó rápidamente y llevó a apariciones en vivo en todo el Reino Unido en 2008.
Lanzaron su primer miniálbum You've Created A Monster en PopArt London Records en marzo de 2009. Ganó elogios de la crítica de varios blogs de música y fanzines, pero también sobre todo de la revista Art Rocker ("Siete canciones de melodías supremas... Un gran comienzo para una banda impresionante".) NME otorgó el miniálbum 8 de 10.
En marzo de 2009, El Stephenson contribuyó con piezas de trompeta al álbum Flight Paths de Pocketbooks, en el sello How Does It Feel To Be Loved de Ian Watson. El verano de 2009 vio a la banda cubrir la canción "Because The Night" para el álbum tributo a Bruce Springsteen Play Some Pool, Skip Some School, Act Real Cool, lanzado en el sello Wiaiwya.
Alrededor de este tiempo Matthew Curtis se separó de la banda, para concentrarse en su proyecto en solitario, Typewriter. Brontosaurus Chorus incorporó a Rob Britton (anteriormente de la banda Luxemburgo) como su reemplazo.
Octubre vio el lanzamiento del sencillo de descarga gratuita "Louisiana". El paquete de descargas también incluyó una serie de remixes de los compañeros del grupo, incluyendo MJ Hibbett, Zip Boy (un alias del baterista Tom Harrison), Goodbye Lennin, Nathan Jones, Dirty Finger Nails, y Dr. T (anteriormente de The Violet Pets). El 12 de diciembre de 2009, otra nueva canción titulada "Calling Birds" apareció en el Calendario de Adviento en línea de la revista Maps. Un nuevo sencillo "Sandman" fue lanzado con un concierto en Bloomsbury Bowling Lanes el 5 de julio de 2010.
El segundo álbum de Brontosaurus Chorus en PopArt London Records, Owls, fue lanzado en diciembre de 2010.
Brontosaurus Chorus tocó su último concierto en mayo de 2011. Green ha formado posteriormente penny orchids y Desert Falls, y toca la batería con los Menaces (con Britton en la guitarra).

## Discografía

### Sencillos
- "Myth of Love" / "Distortion Pop" / "Kirsten" - octubre de 2007 (split single de 7 pulgadas con And What Will Be left Of Them?)
- "Now We're Making Out" - julio de 2009 (descargar solo sencillo)
- "Louisiana" - octubre de 2009 (sencillo de descarga gratuita)
- "Sandman" / "Coming Down" - julio de 2010

### Álbumes
- You've Created A Monster - marzo de 2009
- Owls - diciembre de 2010